# Tom of Finland
Touko Valio Laaksonen (født 8. maj 1920 i Kaarina, død 7. november 1991 i Helsinki), bedre kendt under pseudonymet Tom of Finland, var en finsk tegner, kendt for sine homoerotiske tegninger.